# City of Kingston
City of Kingston är en kommun i Australien. Den ligger i delstaten Victoria och i Melbournes storstadsområde, omkring 24 kilometer sydost om centrala Melbourne. Antalet invånare var 151 389 vid folkräkningen 2016.
Följande samhällen finns i Kingston:
- Mentone
- Clayton South
- Parkdale
- Dingley Village
- Patterson Lakes
- Mordialloc
- Aspendale Gardens
- Chelsea
- Aspendale
- Bonbeach
- Edithvale
- Chelsea Heights
- Carrum
- Waterways